# Liste der höchsten Erhebungen in Bangladesch

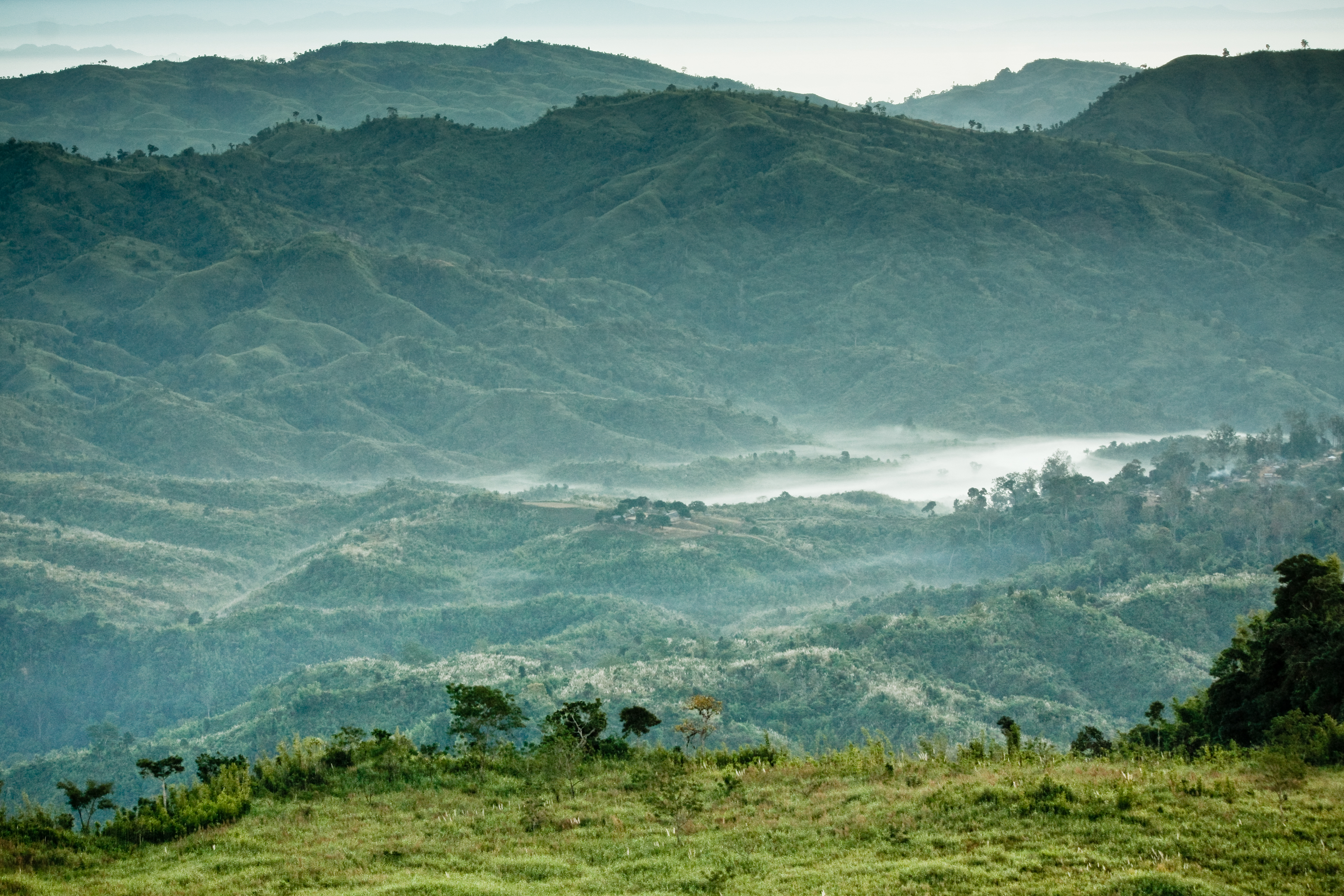
Der Keokradong galt lang als höchster Berg Bangladeschs

Diese Seite listet die höchsten Erhebungen in Bangladesch auf.

## Übersicht
Das Staatsgebiet des südasiatischen Staates Bangladesch besteht zum überwiegenden Teil aus einer flachen Tieflebene mit geringen Höhenunterschieden. Lediglich die autonom verwaltete Provinz der Chittagong Hill Tracts im Südosten des Landes in der Division Chittagong, die im Osten an den indischen Bundesstaat Mizoram und an die myanmarische Verwaltungseinheit Chin-Staat grenzen, sind durch hügeliges bis mittelgebirgsartiges Gelände geprägt. Dieses Gebiet umfasst administrativ die Distrikte Khagrachhari, Rangamati und Bandarban.
Die langen, parallelen, sich in Nord-Süd-Richtung erstreckenden Bergketten stellen Ausläufer der in Mizoram gelegenen Mizo Hills dar, die ihrerseits einen entfernten Ausläufer des Himalaya bilden. Die Berge erheben sich zumeist nicht steil über ihre Umgebung, sondern bilden flache, mit Vegetation bewachsene Kuppen. Die höchsten Erhebungen liegen in der Nähe des Dreiländerecks zwischen Bangladesch, Indien und Myanmar. Etwas mehr als zehn Gipfel haben Höhen zwischen 900 und 1000 Meter, nur der Mowdok Mual ragt als einziger Berg über 1000 Meter hinaus. Lange Zeit hindurch galt der Keokradong mit einer Höhe von vermeintlich 1230 Meter als der höchste Berg in Bangladesch. Neuere Messungen ergaben jedoch, dass seine Höhe geringer als 1000 Meter ist.

## Liste
Um eine Vergleichbarkeit der Höhenangaben zu gewährleisten, wird im Folgenden generell die Höhenangabe aus der Topographischen Karte des ACME Mapper verwendet. Die Tabelle listet alle Erhöhungen mit einer Höhe von 900 Metern (entspricht etwa 3000 Fuß) und mehr auf.
| Name                               | Upazila/Distrikt                                     | Höhe/m | Prominenz/m | Dominanz/km | Anmerkungen                                                                                | Bild   |
| ---------------------------------- | ---------------------------------------------------- | ------ | ----------- | ----------- | ------------------------------------------------------------------------------------------ | ------ |
| Mowdok Mual Saka Haphong           | Thanchi Bandarban (21° 47′ 12″ N, 92° 36′ 35″ O)     | 1045   | 50          | 42          | höchste Erhebung in Bangladesch, Höhe auch mit 1052 bz. 1063 m angegeben                   |        |
| Nebengipfel des Mowdok Mual        | Thanchi Bandarban (21° 47′ 37″ N, 92° 36′ 35″ O)     | 1005   | 10          | 1           | nördlich des Hauptgipfels                                                                  |        |
| Zow Tlang                          | Thanchi Bandarban (21° 40′ 24″ N, 92° 36′ 17″ O)     | 999    | 130         | 13          | südlich des Mowdok Mual                                                                    |        |
| Dumlong                            | Belaichhari Rangamati (22° 2′ 30″ N, 92° 35′ 33″ O)  | 997    | 50          | 28          | 3 km nördlich des Maithai Jama Haphong                                                     |        |
| Keokradong                         | Thanchi Bandarban (21° 57′ 0″ N, 92° 30′ 52″ O)      | 980    | 110         | 13          | galt früher mit einer vermeintlichen Höhe von 1230 m als der höchste Berg in Bangladesch   |        |
| Jogi Haphong                       | Thanchi Bandarban (21° 42′ 11″ N, 92° 36′ 5″ O)      | 974    | 40          | 3           | nördlich des Zow Tlang                                                                     |        |
| Maithai Jama Haphong               | Belaichhari Rangamati (22° 0′ 43″ N, 92° 35′ 52″ O)  | 966    | 170         | 3           | südlich des Dumlong                                                                        |        |
| Mukhra Thuthai Haphong             | Belaichhari Rangamati (21° 58′ 51″ N, 92° 36′ 9″ O)  | 954    | 125         | 3           | südlich des Maithai Jama Haphong am Dreiländereck zwischen Bangladesch, Indien und Myanmar |        |
| Thingdawl Te Tlang                 | Belaichhari Rangamati (21° 54′ 35″ N, 92° 35′ 21″ O) | 944    | 65          | 8           | südlich des Mukhra Thuthai Haphong                                                         |        |
| Kapital Hill                       | Thanchi Bandarban (21° 54′ 3″ N, 92° 31′ 27″ O)      | 933    | 140         | 5           | südlich des Keokradong                                                                     |        |
|                                    | Thanchi Bandarban (21° 45′ 39″ N, 92° 36′ 3″ O)      | 930    | 80          | 3           | südlich des Mowdok Mual                                                                    |        |
| Kreikung Taung Ngaramh Tlang       | Belaichhari Rangamati (21° 55′ 35″ N, 92° 34′ 49″ O) | 925    | 110         | 2           | nördlich des Thingdawl Te Tlang                                                            |        |
| Nebengipfel des Thingdawl Te Tlang | Belaichhari Rangamati (21° 54′ 0″ N, 92° 35′ 34″ O)  | 924    | 45          | 1           | südlich des Hauptgipfels                                                                   |        |
|                                    | Thanchi Bandarban (21° 44′ 33″ N, 92° 36′ 18″ O)     | 922    | 130         | 5           | südlich des Mowdok Mual                                                                    |        |
| Sippi Arsuang                      | Ruma Bandarban (22° 11′ 3″ N, 92° 29′ 2″ O)          | 907    | 90          | 20          | am weitesten nördlich gelegener 900er in Bangladesch                                       |        |
| Thaingkhiang Taung                 | Thanchi Bandarban (21° 49′ 11″ N, 92° 22′ 47″ O)     | 900    | 50          | 17          | am weitesten westlich gelegener 900er in Bangladesch                                       |        |
| Aiyang Tlang                       | Thanchi Bandarban (21° 40′ 24″ N, 92° 36′ 16″ O)     | 1005*  | ?           | ?           |                                                                                            | আইয়াং ত্লং |